# Moi, Emmanuelle
Pour plus de détails, voir Fiche technique et Distribution.
Moi, Emmanuelle (Io, Emmanuelle) est un film italien réalisé par Cesare Canevari, sorti en 1969. Il s'agit de la première adaptation cinématographique d'Emmanuelle, le roman érotique d'Emmanuelle Arsan.

## Fiche technique
- Titre original : Io, Emmanuelle
- Titre français : Moi, Emmanuelle
- Réalisation : Cesare Canevari
- Scénario : Cesare Canevari, Giuseppe Mangione et Graziella Di Prospero d'après le personnage d'Emmanuelle Arsan
- Photographie : Claudio Catozzo
- Musique : Gianni Ferrio
- Société de production : Rofima Cinematografica
- Pays d'origine :  Italie
- Format : Couleur (Eastmancolor) — 35 mm — 1,85:1 — Son : Mono
- Genre : Film dramatique, érotique[1]
- Durée : 96 minutes (1 h 36)
- Dates de sortie : 
  -  Italie : 11 septembre 1969
  -  France : 17 novembre 1971

## Distribution
- Erika Blanc : Emmanuelle
- Adolfo Celi : Sandri
- Paolo Ferrari : Raffaello
- Milla Sannoner : Ginette
- Sandro Pizzochero : Il capellone
- Lia Rho-Barbieri : Anita
- Ben Salvador : Phil